# سفید، قرمز و…
«سفید، قرمز و...» (انگلیسی: Bianco, rosso e...) فیلمی در ژانر کمدی به کارگردانی آلبرتو لاتوادا است که در سال ۱۹۷۲ منتشر شد.

## بازیگران
- سوفیا لورن
- آدریانو چلنتانو
- فرناندو ری
- تینا امون
- انزو کنوله
- آتیلیو دوتزیو
- الساندرا موسولینی
- آنا کارنا
- دُری دوریکا
- ترسا رابال
- برونو شیپیونی